# Charbonnier-les-Mines
Charbonnier-les-Mines è un comune francese di 934 abitanti situato nel dipartimento del Puy-de-Dôme nella regione dell'Alvernia-Rodano-Alpi.

## Società

### Evoluzione demografica
Abitanti censiti